# レイトネリア目
レイトネリア目（レイトネリアもく、学名：Leitneriales）は、被子植物の目の1つで、レイトネリア科をタイプ科とするもの。分類体系によって含まれる科は異なる。

## 分類

### APG植物分類体系
APG植物分類体系ではレイトネリア科がニガキ科に含まれるため、レイトネリア目の名称は存在しない。

### クロンキスト体系
クロンキスト体系ではレイトネリア科のみからなる単型の目である。
被子植物門 Magnoliophyta
双子葉植物綱 Magnolliopsida
マンサク亜綱 Hamamelidae
レイトネリア目 Leitneriales
レイトネリア科 Leitneriaceae

### 新エングラー体系
新エングラー体系ではディディメレス科を併せて2科からなる。
被子植物門 Angiospermae
双子葉植物綱 Dicotyledoneae
古生花被亜綱（≒離弁花類）Archichlamydeae
レイトネリア目 Leitneriales
レイトネリア科 Leitneriaceae
ディディメレス科 Didymelaceae